# Gorabhajrawa
Gorabhajrawa – bóstwo hinduistyczne, forma z orszaku boga Śiwy.
To jasna i świetlista forma Bhajrawy (w ogólności Śiwy), cechująca się łagodnym usposobieniem. Wyznawcy ofiarują mu w świątyniach mleko i słodycze. Postacią opozycyjną, groźną (w stosunku do Gorabhajrawy) jest Kalabhajrawa.